# 國立暨南國際大學
國立暨南國際大學，簡稱暨南大學或暨大，是台灣南投縣唯一的一所國立大學，前身為清末設在南京的「暨南學堂」。暨大是臺灣國立大學系統系統成員校，現設有人文學院、管理學院、科技學院、教育學院、水沙連學院與護理暨健康福祉學院等六間學院。
中華民國政府遷台後，各方校友紛紛提出復校訴求，1984年，美國南加州暨大校友會雷博平會長應邀到台北會合徐亨、戴始仲二位學長一同代表暨大校友出席在總統府召開的僑務會議，提出在台復辦暨南大學的訴求。之後，海內外的暨大校友遊說台灣政界、教育界與文化界，後又直接訴請的行政院長郝柏村，在歷經多次失敗仍不斷努力奔走下，最終於1995年實現在台復校之願景。
江寧提學使陳伯陶為培養僑生的學堂，命名暨南，「暨南」二字取自書經禹貢篇：「朔南暨，聲教訖於四海」的含義，其意是要把中華文化向南方的海外傳播。早在1906年清末年設在南京的暨南學堂，及民國以後設在上海的暨南大學，皆以培育僑界人才為其傳統及特色。承襲「暨南」之名，即是希望延續此一使命。

## 學校象徵

### 校訓
「誠樸弘毅、務本致用」
「誠樸弘毅」主要指人文方面，傳播中華文化；而「務本致用」則重學以致用，注重實踐。

### 校徽
暨大校徽以英文校名之「、」字首，融合華人傳統紋飾及地球形設計而成，造形意義對稱循環的紋飾結構，代表僑界和國內，象徵華僑教育功能及海外支持力量的雄厚、自強不息。
將「、」設計襯托出「中」字造型，躍然地球之上，代表中華文化「中道」之精神，並與校訓「誠樸弘毅、務本致用」相呼應 。

## 校史

### 暨南學堂時期
- 1906年，當時正逢庚子後新政，兩江總督端方在從歐洲考察憲政歸國後，上書慈禧太后請求允許「南洋各島及檀香山、舊金山等處僑民」回南京讀書，以「宏教澤而係僑情」。後在南京鼓樓以南的薛家巷妙相庵舊址成立專門學堂，並取《尚書‧禹貢》「東漸於海，西被於流沙，朔南暨，聲教迄於四海」之意，命名為暨南學堂，意為將中華民族的道德風範和文化教育傳播到南洋等海外各地。鄭洪年任第一任堂長。
- 1907年2月底，第一批華僑學生21人抵達南京。不久，又有第二批僑生10名抵達。此後又有不少來自新加坡、馬來西亞等地的華僑學生前來求學。學堂最初只設立了中學部和小學部，性質類似今天的華僑補習學校。
- 1909年，暨南學堂已有在校學生167名。
- 1911年10月，辛亥革命爆發，各省紛紛響應，清王朝被推翻。駐守南京的張勳領著「辮子軍」攻進南京城後，曾運來大炮對著暨南學堂。學堂趕緊把學生送到上海避難，大部分僑生返回南洋，小部分參加了革命軍，而暨南學堂也因此停辦。暨南學堂停辦以後，海外華僑和國內教育界人士都強烈要求恢復暨南學堂，卻遭到袁世凱的百般阻撓，原因是袁世凱竊據大總統寶座，懼怕革命黨威脅其政權，因此主觀地認為「暨南都是些革命黨」。直到1917年11月，北洋政府教育部才批准恢復暨南學堂，並委派江蘇教育司司長黃炎培為籌辦員。黃炎培邀請巴達維亞（今雅加達）中華學校校長趙正平共同籌劃恢復暨南。在黃炎培的主持下，暨南學堂於1918年在原校址復學，並改名為國立暨南學校。*1918年9月9日，暨南學校舉行開學典禮。為了適應學生的增多，並創建大學部，學校決定從南京遷到上海的真如。
- 1923年，男生部首先遷至上海真如新落成的校舍，女生部仍留南京。

### 改組及動盪時期
- 1923年9月，獨立開設國立暨南商科大學。
- 1927年南京女生部併入上海真如，改組為國立暨南大學。國立暨南大學是民國時期重要的國立大學，全校分大學部、中學部、南洋文化教育事業部。
- 1927年6月，在趙正平和姜琦之後，鄭洪年繼任暨南校長。鄭洪年力主將商科改為商學院，並在此基礎上增加農學院、文哲學院、自然科學院、社會科學院和藝術院五門，將國立暨南大學建設為當時唯一的華僑大學。
- 1932年一·二八事變後，暨南大學的師生因積極參加救亡圖存的運動，引起了當時南京國民政府和社會各階層人士的廣泛關注。
- 1934年1月23日，國民政府教育部以「視察教育和籌募基金」的名義，調鄭洪年前往南洋。校長職務由沈鵬飛代理，同年七月沈校長辭職由何炳松繼任。
- 1936年，在德國柏林舉行的第十一屆夏季奧林匹克運動會上，中國首次組團參加，其中9名暨大學生分別參加了田徑、籃球和足球三項比賽。
- 1937年7月7日盧溝橋事變後抗日戰爭全面爆發，暨大校舍轉徙上海租界和閩北建陽直到抗戰結束。幾經戰亂之後，由於僑生生源銳減，因此暨南大學不得不再次停辦。
- 1949年，原國立暨南大學由中華人民共和國政府接收；至同年8月20日，上海市軍事管制委員會發表軍教字第一號命令，將暨南大學文、法、商及理學院分別併入復旦大學及上海交通大學，地理學系併入國立南京大學（原中央大學），人類學系併入浙江大學。圖書館藏書於1951年分別調給華東師範大學和復旦大學。

### 在臺復校以後
- 1995年，暨南大學於臺灣南投縣埔里鎮復校，新校名為國立暨南國際大學。設置社會政策與社會工作研究所碩士班、國際企業研究所碩士班、經濟學研究所碩士班、比較教育研究所碩士班
- 1996年，增設公共行政與政策研究所碩士班、歷史學研究所碩士班、中國語文學系、中國語文研究所碩士班、資訊管理研究所碩士班、外國語文學系、資訊工程學系、國際企業學系。
- 1997年，增設東南亞研究所碩士班、教育政策與行政研究所碩士班、社會政策與社會工作學系、公共行政與政策學系、經濟學系、土木工程學系。
- 1998年，增設歷史學系，與歷史學研究所系所合一。增設比較教育研究所博士班、資訊管理學系、電機工程學系、應用化學學系。成立「管理學院」、「科技學院」、「人文學院」。
- 1999年9月21日，發生集集大地震，暨大多座校舍受損嚴重，時任校長李家同基於維護暨大學生受教權，決定將暨大師生遷往其他大學復課。在考量暨大教師大多來自台大、對台大校園環境較為熟悉的情況下，決定選擇北上台大復課，部分學生則在政大與台師大復課。同年10月13日，暨大正式在此三校復課。同年，增設外國語文學系碩士班，並分設文學與翻譯組、語言學與語言教學組。增設社會政策與社會工作學系博士班、國際企業學研究所博士班、資訊工程學系碩士班、成人與繼續教育研究所碩士班、財務金融學系。
- 2000年，2月在國立中興大學、國立彰化師範大學的協助下，遷回埔里原校址。增設電機工程學系碩士班、應用化學學系碩士班、
- 2001年，增設資訊工程學系博士班、土木工程學系碩士班、輔導與諮商研究所碩士班。
- 2002年，增設歷史學系博士班、財務金融學系碩士班、比較教育學系、教育政策與行政學系。
- 2003年，增設公共行政與政策學系碩士在職專班、博士班。增設歷史學系博士班、人類學研究所碩士班、電機工程學系博士班、應用化學學系博士班。
- 2004年，增設土木工程學系博士班。
- 2005年，教育部大學評鑑中，暨大在多組項目被評為「國立二」組中表現較佳的學校。增設教育政策與行政學系博士班
- 2006年，增設公共行政與政策學系博士班、輔導與諮商研究所博士班、應用材料及光電工程學系 。
- 2007年，增設課程教學與科技研究所碩士班、中國語文學系博士班、經營管理碩士在職專班學位學程EMBA。
- 2008年，暨大加入中華民國教育部「繁星計畫」的大專院校之一。根據高等教育評鑑中心統計，暨大發表於SCI、SSCI、AHCI及國科會研究計畫平均件數重點指標排名全台第九，僅次於國立台灣大學、國立成功大學、國立清華大學、國立交通大學、國立台灣師範大學、國立中央大學、國立彰化師範大學與國立中山大學。同年，增設東南亞研究所博士班、觀光與休閒事業管理學士學位學程。
- 2009年，觀光與休閒事業管理學士學位學程改名休閒學與觀光管理學系。增設華語文教學研究所
- 2010年，成立餐旅管理學系，為全台灣所有國立大學中唯一設有餐旅相關科系的學校。同年2月1日成立「教育學院」。
- 2011年，比較教育學系改名國際文教與比較教育學系。
- 2012年，增設新興產業策略與發展博士學位學程。
- 2013年，外國語文學系碩士班取消文學與翻譯組、語言學與語言教學組之分組。增設非營利組織經營管理碩士學位學程在職專班。
- 2014年，休閒學與觀光管理學系與餐旅管理學系整併為觀光休閒與餐旅管理學系並分設觀光休閒組、餐旅管理組；增設原鄉發展跨領域學士學位學程原住民族專班。增設東南亞學系，並分設東南亞組、人類學組。東南亞研究所與人類學研究所整併為東南亞學系碩士班。
- 2015年，成立諮商心理與人力資源學系，同時將整併原有的成人與繼續教育研究所、輔導與諮商研究所為諮商心理與人力資源學系終身學習與人力資源發展碩士班、諮商心理與人力資源學系輔導與諮商碩士班。
- 2016年，增設新興產業策略與發展碩士學位學程。
- 2019年，增設管理學院學士班
- 2020年，增設科技學院學士班、教育學院學士班、長期照顧經營管理碩士在職學位、文化創意與社會行銷碩士學位學程。
- 2021年，增設地方創生與跨域治理碩士學位學程。
- 2022年，增設護理學系與護理暨健康福祉學院[2]。
- 2023年，增設高齡健康與長期照顧管理學士學位學程原住民族專班。

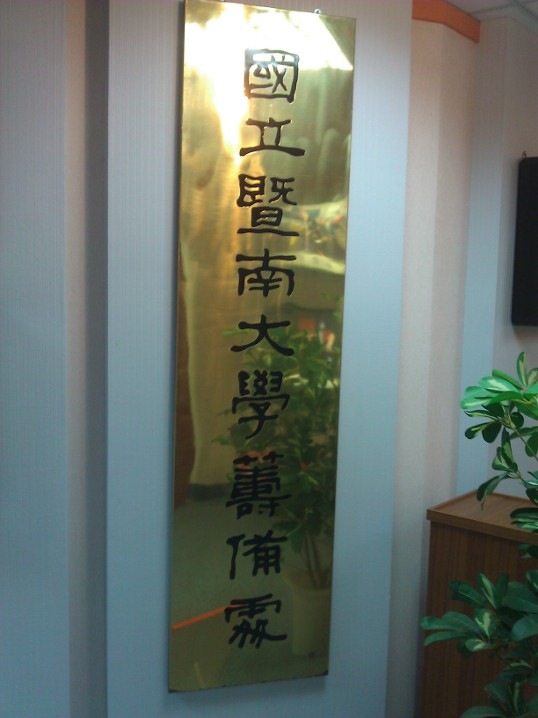
國立暨南國際大學籌備處立牌

## 歷任校長

### 大清時期[3]
暨南學堂
| 任別   | 姓名                       | 任職時間             |
| ------ | -------------------------- | -------------------- |
| 創辦人 | 錢恂、董鴻禕、端方、陳伯陶 | 1906年               |
| 1      | 鄭洪年                     | 1907年-1909年1月     |
| 2      | 楊熙昌                     | 1909年1月-1911年10月 |

### 中華民國大陸時期
國立暨南學校、國立暨南大學
| 任別 | 姓名   | 任職時間            |
| ---- | ------ | ------------------- |
| 1    | 趙正平 | 1918年-1920年       |
| 2    | 柯成懋 | 1920年-1921年       |
| 3    | 趙正平 | 1921年-1925年       |
| 4    | 姜琦   | 1925年-1927年6月    |
| 5    | 鄭洪年 | 1927年6月-1934年1月 |
| 代理 | 沈鵬飛 | 1934年1月-1935年7月 |
| 6    | 何炳松 | 1935年7月-1946年5月 |
| 7    | 李壽雍 | 1946年6月-1949年5月 |

### 中華民國臺灣時期[4]
國立暨南國際大學
| 任別      | 姓名   | 任職時間                                                                          |
| --------- | ------ | --------------------------------------------------------------------------------- |
| 籌備主任1 | 顏秉璵 | 1992年1月30日-1994年1月31日                                                       |
| 籌備主任2 | 袁頌西 | 1994年2月1日-1995年6月30日                                                        |
| 1         | 袁頌西 | 1995年7月1日-1999年6月30日 (註: 任滿屆齡退休)                                     |
| 2         | 李家同 | 1999年7月-1999年11月30日 (註: 請辭)                                               |
| 代理校長  | 徐泓   | 1999年12月1日-2000年12月6日                                                       |
| 3-4       | 張進福 | 2000年12月7日-2008年5月19日 (註: 第二任期結束前入閣)                              |
| 代理校長  | 蘇玉龍 | 2008年5月20日-2008年12月8日                                                       |
| 5         | 許和鈞 | 2008年12月9日-2012年12月8日 (註: 未提出連任)                                      |
| 6-7       | 蘇玉龍 | 2012年12月9日-2020年12月8日                                                       |
| 代理校長  | 蘇玉龍 | 2020年12月9日-2021年1月31日 (註: 校長任期調整與學期同步, 過渡時期身分調整為代理.) |
| 8-9       | 武東星 | 2021年2月1日-2029年1月31日（續任通過）                                            |

## 組織架構
暨大目前有六個學院，共計23個學士班（含學位學程）、35個碩士班（含學位學程及專班）、14個博士班（含學位學程），七個校級研究中心、五個院級研究中心，以及兩個附屬機構和若干跨領域學程。

### 教學與研究單位
| 人文學院 | 中國語文學系（含碩、博士班）           | 外國語文學系（含碩士班）                                   | 長期照顧經營管理碩士在職學位學程   |
| 人文學院 | 社會政策與社會工作學系（含碩、博士班） | 家庭暴力研究中心                                           | 公共行政與政策學系（含碩、博士班） |
| 人文學院 | 歷史學系（含碩、博士班）               | 東南亞學系（含碩、博士班、碩士在職專班） 東南亞組 人類學組 | 華語文教學碩士學位學程             |
| 人文學院 | 原鄉發展跨領域學士學位學程原住民專班   | 非營利組織經營管理碩士學位學程                             | 文化創意與社會行銷碩士學位學程     |

| 教育學院 | 國際文教與比較教育學系（含碩、博士班） | 教育政策與行政學系（含碩、博士班） | 終身學習與人力資源發展碩士學位學程在職專班 |
| 教育學院 | 諮商心理與人力資源發展學系 大學部諮商心理組 大學部終身學習與人力資源發展組 輔導與諮商碩士班 輔導與諮商博士班 終身學習與人力資源發展碩士班 | 家庭暴力研究中心                   | 心理健康與諮詢碩士在職學位學程             |
| 教育學院 | 教育學院學士班 |                                    |                                            |

| 科技學院 | 資訊工程學系（含碩、博士班）       | 土木工程學系（含碩、博士班）                   |
| 科技學院 | 電機工程學系（含碩、博士班）       | 應用化學系（含碩士班、生物醫學碩士班、博士班） |
| 科技學院 | 應用材料及光電工程學系（含碩士班） | 光電科技碩士學位學程                           |
| 科技學院 | 科技學院學士班                     | 智慧精準農業產學研發博士學位學程               |

| 管理學院 | 財務金融學系(含碩士班)                                 | 經濟學系(含碩士班)             | 管理學院學士班                                |
| 管理學院 | 國際企業學系(含碩士班)                                 | 資訊管理學系(含碩士班)         | 高階經營管理碩士學位學程 (EMBA境內班)         |
| 管理學院 | 觀光休閒與餐旅管理學系(含碩士班) 觀光休閒組 餐旅管理組 | 經營管理碩士學位學程在職專班   | 兩岸高階主管經營管理碩士學位學程 (EMBA境外班) |
| 管理學院 | 新興產業策略與發展碩士學位學程                         | 新興產業策略與發展博士學位學程 |                                               |

| 水沙連學院 | 地方創生與跨域治理碩士學位學程 | R立方青年返鄉創新實務學程暨微學程 | 運動教練專業知識學分學程暨微學程 |
| 水沙連學院 | 社會參與學習中心               | 美感教育中心                      | 體育健康教育中心                 |

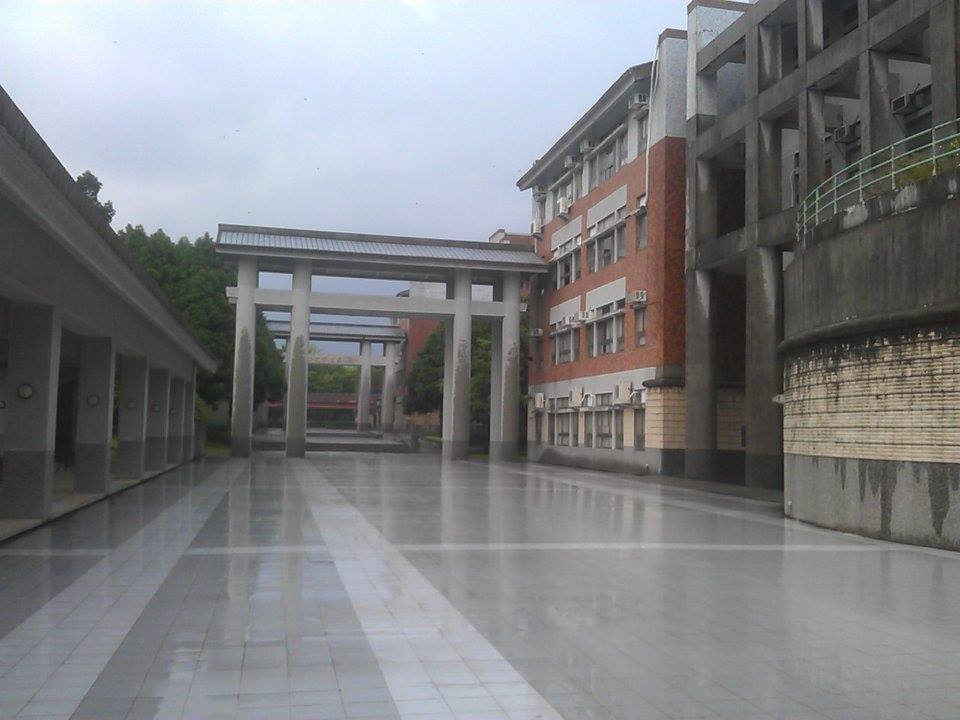
暨大人文學院旁的露台

| 護理暨健康福祉學院 | 護理學系原住民族專班 高齡健康與長期照顧管理學士學位學程原住民族專班。 |

| 跨系所學程 |
| ---------- |

### 研究中心
| 研究中心 | 東南亞研究中心                   | 語文教學研究中心               |
| 研究中心 | 師資培育中心                     | 原住民族教育文化暨生計發展中心 |
| 研究中心 | 前瞻性高科技研究中心             | 校務研究中心                   |
| 研究中心 | 水沙連人文創新與社會實踐研究中心 | 教育部大學社會責任推動中心     |
| 研究中心 | 教育大數據系統服務中心           | 雙語教學推動資源中心           |

| 行政單位 | 校長室           | 副校長室               |
| 行政單位 | 秘書室           | 主計室                 |
| 行政單位 | 人事室           | 教務處                 |
| 行政單位 | 學務處           | 總務處                 |
| 行政單位 | 研發處           | 國際事務處             |
| 行政單位 | 計算機與網路中心 | 環境保護暨安全衛生中心 |
| 行政單位 | 國際事務處       | 圖書館                 |
| 行政單位 | 通識教育中心     |                        |

### 附屬機構

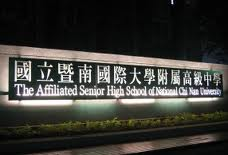
暨大附中

- 國立暨南國際大學附屬高級中學
- 國立暨南國際大學實習旅館（暨大會館）

### 校區分布
- 校本部：南投縣埔里鎮大學路1號
- 中科創業育成中心：臺中市大雅區科雅路48號4樓
- 台北辦事處：臺北市中山區朱崙街87號5樓

## 海外聯合招生委員會
自1995年以來，中華民國教育部依據《大學法》賦予各校招生自主之精神，由各校聯合組織「台灣公私立大學校院海外聯合招生委員會」（簡稱「海外聯合招生委員會」或「海外聯招會」），共同辦理各大學（含學士班、碩士 班及博士班）僑生（含港澳生）之招生分發等事宜。
為使海外聯招會各項招生工作得以推展，設有秘書組、試務組、命題組、閱卷組、分發組及查核組等六個工作分組，由常務委員學校相互推選之。目前秘書組、試務組、分發組由國立暨南國際大學擔任，命題組則由國立臺灣大學擔任、國立臺灣師範大學擔任閱卷組、逢甲大學擔任查核組。

## 著名教師教職員

### 中華民國大陸時期
國立暨南學校、國立暨南大學
- 梁實秋外文系教授、系主任。[5]
- 葉公超外文系主任兼圖書館館長。
- 顧仲彝外文系主任。
- 錢鍾書外文系教授。
- 嚴濟慈物理學、數學系教授，第1屆中央研究院院士。

### 中華民國臺灣時期
國立暨南國際大學
- 李家同校長、資訊工程學系及資訊管理學系教授。
- 張進福校長、電機系榮譽教授。
- 徐泓 (歷史學家)代理校長、歷史系創系主任、榮譽教授，歷史學家，專長為明清社會經濟史。
- 許和鈞校長、台南市副市長[6]。
- 黃錦樹中國語文學系教授、作家、文學評論家。
- 蔡培慧國際處副研究員、前立法委員

### 文獻
1. ↑   (PDF).   [2020-06-19].[永久]
2. ↑  .   [2022-09-29]. （原始内容存档于2022-10-03）.
3. ↑  .   [2020-06-16]. （原始内容存档于2020-11-29）.
4. ↑  .   [2020-06-17]. （原始内容存档于2020-09-28）.
5. ↑  .   [2020-09-21]. （原始内容存档于2020-06-21）.
6. ↑  .   [2013-02-23]. （原始内容存档于2021-06-03）.

## 外部連結
- 國立暨南國際大學附屬高級中學 （页面存档备份，存于）（繁體中文）（英文）
- 國立暨南國際大學創業育成中心
- 暨大博覽會
- 大學博覽會 - 國立暨南國際大學 - 常見問題
- 常見問題
- 創校宗旨 - 國立暨南國際大學
- 台灣公私立大學校院海外聯合招生委員會 （页面存档备份，存于）
- 精華區- 批踢踢實業坊 （页面存档备份，存于）
- 焦點人物與土木系的緣份及福份（下）
- 大學排名 （页面存档备份，存于）

- 國立暨南國際大學 （页面存档备份，存于）（繁體中文）（简体中文）（英文）（日語）（法文）（德文）（西班牙文）
- 國立暨南國際大學香港校友會 （页面存档备份，存于）（繁體中文）